# Liste der belgischen Botschafter in Portugal
Die Liste der belgischen Botschafter in Portugal listet die Botschafter des Königreichs Belgien in Portugal auf.

## Missionschefs

### Gesandte
...
- 1847: Adolphe de Vrière
- 1848–1856: Gabriel Auguste van der Straten-Ponthoz
- 1856–1859: Henri Carolus
- 1859–1867:
- 1867–1875: Auguste d’Anethan
- 1877–1881: Charles de Pitteurs-Hiegaerts
- 1881–1888: Jules Greindl
- 1888–1896:
- 1896–1897: Jules de Burlet

...

### Botschafter
- 1918–1920: Raymond Le Ghait
- 1921–1942: Baudouin de Lichtervelde
- 1943–1946: André Motte
- 1947–1951: Joseph van der Elst
- 1952–1953: Jacques Delvaux de Feneffe
- 1954–1958: Etienne Ruzette
- 1958–1962: Antoine Beyens
- 1962–1969: Louis Goffin
- 1969–1972: René Panis
- 1972–1978: Max Wery
- 1978–1981: Karel Coeckx
- 1981–1983: Jean-François de Liedekerke
- 1983–1987: Marcel Houllez
- 1987–1991: Robert van Overberghe
- 1991–1994: Philippe Berg
- 1994–1997: Jean Coene
- 1997–2000: Claude Misson
- 2000–2003: Michel Czetwertynski
- 2003–2007: Paul Ponjaer
- 2007–2010: Rudolf Huygelen
- 2010–2012: Jean-Michel Veranneman de Watervliet
- 2012–heute: Pierre Bernard